# Moisés Carmona
Moisés Carmona y Rivera (* 31. Oktober 1912 in Quechultenango, Mexiko; † 1. November 1991) war ein sedisvakantistischer katholischer Bischof in Acapulco in der Sukzession des Pierre Martin Ngô Đình Thục.

## Leben
Moisés Carmona y Rivera wurde 1939 von Bischof Leopoldo Díaz y Escudero (1880–1955) für die römisch-katholische Diözese Chilapa (Mexiko) zum Priester geweiht. Nach dem Zweiten Vatikanischen Konzil weigerte er sich, die verordneten Reformen in seiner Pfarrei in Acapulco umzusetzen, und vertrat die Ansicht, durch das Zweite Vatikanische Konzil sei eine neue Religion eingeführt worden, die mit der wahren katholischen Lehre nichts zu tun habe. Papst Paul VI. sei daher kein wahrer Papst und der Heilige Stuhl folglich verwaist (Sedisvakantismus).
Moisés Carmona y Rivera wurde daraufhin am 30. April 1977 vom damaligen Bischof Rafael Bello Ruiz von Acapulco seines Amtes als Pfarrer enthoben und exkommuniziert, konnte sich jedoch aufgrund der mexikanischen Kirchengesetzgebung sowie der Unterstützung durch über zweitausend Gläubige seiner Pfarrei im Amt behaupten und begründete gemeinsam mit Joaquín Sáenz y Arriaga und dem Ex-Mercedarier Adolfo Zamora Hernández († 3. Mai 1987) die Union Catolica Trento (U.C.T.), aus der die heutige Sociedad Sacerdotal Trento hervorging.
Nach Vermittlung durch den deutschen Sedisvakantisten Eberhard Heller wurden Carmona und Zamora am 17. Oktober 1981 in Toulon (Frankreich) durch den zu dieser Zeit bereits exkommunizierten Pierre Martin Ngô Đình Thục, Titularerzbischof von Bulla Regia, vor nur zwei Zeugen zum Bischof ordiniert und daraufhin vom Vatikan exkommuniziert. Camora wirkte von 1981 bis 1991 als Bischof in Acapulco, Mexiko, gründete dort ein eigenes Priesterseminar und weihte seinerseits die mexikanischen Priester Benigno Bravo († 1985) und Roberto Martinez, die US-amerikanischen Priester George Musey und Mark Pivarunas sowie 1991 sub conditione den in Japan tätigen Deutschen Peter Hillebrand zu Bischöfen.
Am 26. Mai 1983 veröffentlichten Carmona, Zamora und Ngo Dinh Thuc gemeinsam eine Erklärung, in der sie die Sedisvakanz der päpstlichen Kathedra nach Pius XII. behaupteten, die von Paul VI. erneuerte Messfeier für ungültig, das Dekret des Zweiten Vatikanischen Konzils über die Religionsfreiheit für häretisch und die Bischöfe der römisch-katholischen Kirche für Apostaten und Schismatiker erklärten.
Moisés Carmona y Rivera starb am 1. November 1991 an den Folgen eines Autounfalls in Mexiko.